# Jurong Anoe
Jurong Anoe is een bestuurslaag in het regentschap Pidie van de provincie Atjeh, Indonesië. Jurong Anoe telt 311 inwoners (volkstelling 2010).